# Dionysos (Zeitschrift)

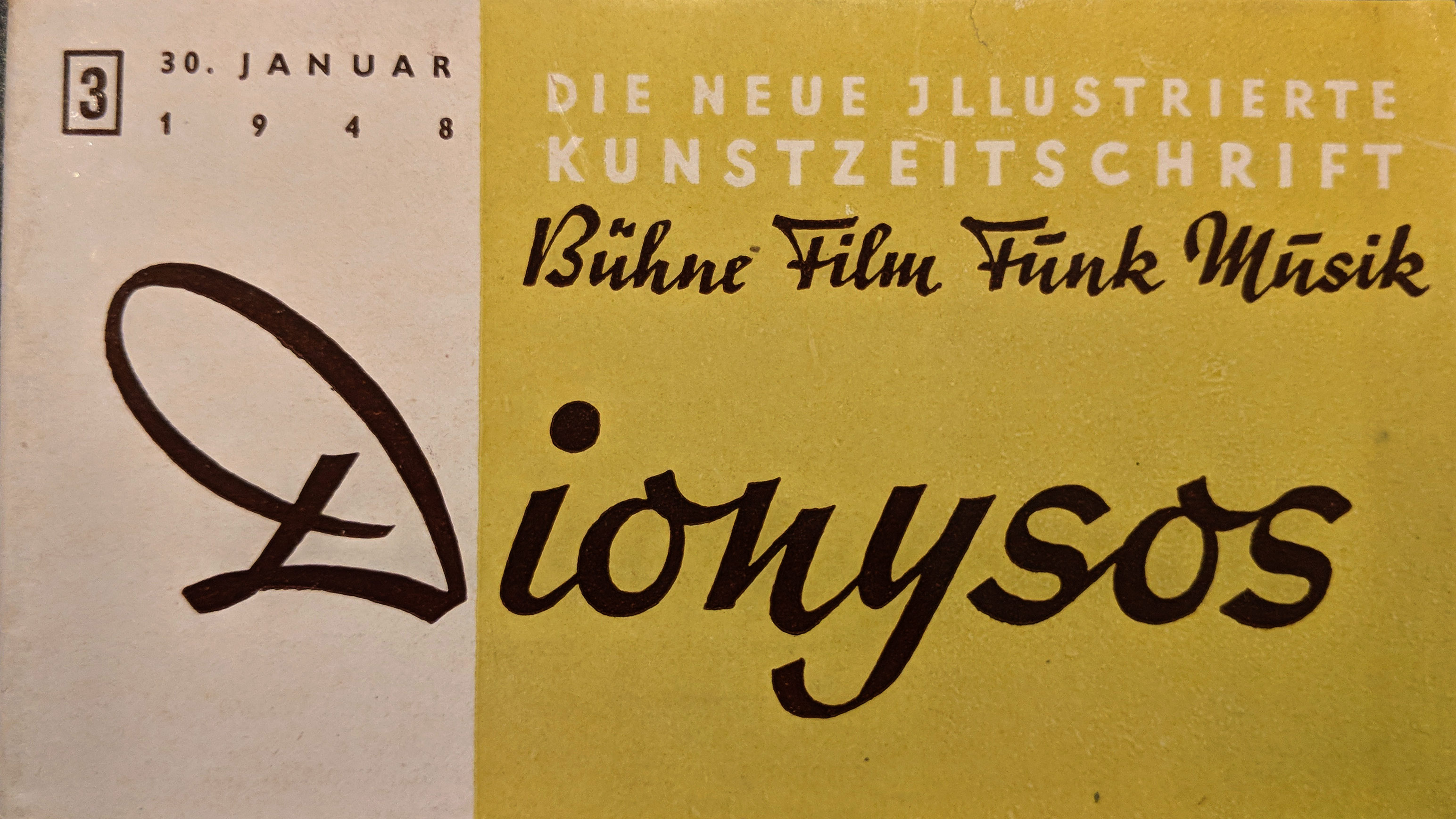
Titeltypografie

Dionysos – Bühne Film Funk Musik war eine von 1947 bis 1948 erscheinende Zeitschrift des Berliner Schiermeyer-Verlags. Sie trug den Obertitel Die neue illustrierte Kunstzeitschrift und kam ab Januar 1947 zweimal im Monat in Umlauf. Warum und wann genau sie 1948 eingestellt wurde, ist nicht klar.
Chefredakteur der typischerweise 30-seitigen Hefte war der Filmregisseur Gerhard Grindel. Als Sozialdemokrat (Grindel war 1946 stellvertretender Chefredakteur der SPD-Zeitung Der Sozialdemokrat gewesen) gab er dem Heft eine progressive Linie. In einem Editorial diskutiert er die Frage, wie Kunst sozialistisch verstanden werden könne. In der Ausgabe vom 13. Februar 1948 ist von „Berlin – wieder in Ekstase“ die Rede, weil der linke Philosoph und Schriftsteller Jean-Paul Sartre in der Stadt war.
„Jede Kunst ist sozialistisch. Hier endet die Kritik des Geschmackes. Sozialistisch bedeutete ursprünglich: gesellschaftserhaltend. Heute behauptet eine einzige Richtung, daß sie allein gesellschaftserhaltend und deshalb allein sozialistisch sei. Sie betrachtet jede nur denkbare Lebenserscheinung, also auch die Kunst, von besonderer ‚sozialistischer Nützlichkeit‘ aus. [...] Jede Kunst ist sozialistisch, – aber nur solange, wie die gesellschafserhaltenden Kräfte in ihr sprechen.“
Die Autoren von Dionysos hatten einen wachen Blick aufs Ausland, etwa auf die Krise des französischen Films (weil dieser sich, anders als etwa der italienische, nicht mit dem sozialen Elend der Nachkriegszeit beschäftige), die Bildung eines Rundfunkmonopols in Japan oder die Uraufführung des ersten tschechischen Farbfilms in Prag. Die Hefte waren reich mit Schwarzweiß-Fotos und Zeichnungen bestückt. Im Heftinneren befand sich ein herausnehmbarer „Almanach“ von acht Seiten mit aktuellen Kurzmeldungen und Veranstaltungshinweisen.